# Wiaczesław Bykow
Wiaczesław Arkadjewicz Bykow, ros. Вячеслав Аркадьевич Быков (ur. 24 lipca 1960 w Czelabińsku) – radziecki i rosyjski hokeista, reprezentant ZSRR, WNP i Rosji, dwukrotny olimpijczyk, trener i działacz hokejowy.

## Kariera zawodnicza

### Kluby
- Mietałłurg Czelabińsk (1979-1980)
- Traktor Czelabińsk (1980-1982)
- CSKA Moskwa (1982-1990)
- Fribourg-Gottéron (1990-1998)
- Lausanne HC (1998-2000)

Rozpoczął swoją karierę w radzieckim pierwszoligowym klubie Traktor Czelabińsk. Rozegrał w nim dwa pełne sezony (1980/81 oraz 1981/82) i następnie przeniósł się do CSKA Moskwa, z którym siedem razy zdobył tytuł mistrza Związku Radzieckiego. W drafcie NHL z 1989 został wybrany przez Quebec Nordiques z numerem 169, jednak nigdy nie zagrał w rozgrywkach NHL. W 1990 przeniósł się do szwajcarskiego klubu Fribourg-Gottéron w National League A, którym grał do 1988. Wtedy przeszedł do Lausanne HC, grającego w National League B. W tym klubie zakończył swoją karierę zawodniczą w 200. W barwach CSKA i Fribourg-Gottéron przez wiele lat grał wspólnie z Andriejem Chomutowem tworząc z nim skuteczny duet.

### Reprezentacja
W trakcie kariery został kadrowiczem reprezentacji ZSRR, w której zadebiutował 8 sierpnia 1982 w Bratysławie w meczu z Czechosłowacją. W meczu tym strzelił swoją pierwszą bramkę dla reprezentacji. Potem grał w barwach reprezentacji WNP i Rosji.
Uczestniczył w turniejach mistrzostw świata edycji 1983, 1985, 1986, 1987, 1989, 1991, 1993, 1995, Canada Cup 1987, zimowych igrzysk olimpijskich 1988, 1992.

## Kariera trenerska
- Fribourg-Gottéron (2003-2004) – asystent trenera
- CSKA Moskwa (2004-2009), główny trener
- Saławat Jułajew Ufa (2009-2011), główny trener
- Reprezentacja Rosji (2006-2011), selekcjoner
- Reprezentacja Polski (2012–2014), konsultant
- SKA Sankt Petersburg (2014-2015), główny trener
- Fribourg-Gottéron (2015-), członek rady dyrektorów

Po zakończeniu kariery zawodnicze pracował jako trener we Fribourg-Gottéron. 28 kwietnia 2004 został trenerem CSKA Moskwa, a od 11 sierpnia 2006 sprawował jednocześnie stanowisko selekcjonera reprezentacji Rosji. 4 kwietnia 2009 zrezygnował z pracy w moskiewskim klubie. Ponad miesiąc później podpisał kontrakt na dwa lata z Saławatem Jułajew Ufa. 26 maja 2011 został zwolniony z posady trenera reprezentacji Rosji. Łącznie kadrę Rosji prowadził w turniejach mistrzostw świata w 2007, 2008, 2009, 2010, 2011 oraz zimowych igrzysk olimpijskich 2010.
Był członkiem rady nadzorczej klubu CSKA Moskwa do lipca 2013.
Do 2011 jego współpracownikiem i asystentem był stale Igor Zacharkin. 30 sierpnia 2012 Zacharkin został szkoleniowcem reprezentacji Polski, a Bykow konsultantem kadry. Obaj podpisali dwuletnie kontrakty.
W marcu 2014 Bykow został trenerem SKA Sankt Petersburg. Jego asystentem został ponownie Igor Zacharkin. W czerwcu 2015 zrezygnował z funkcji trenera SKA z uwagi na sprawy rodzinne. Wraz z nim z klubu odszedł Igor Zacharkin.
W połowie 2015 wszedł do składu rady dyrektorów (zarządu) klubu Fribourg-Gottéron, pozostając w niej w kolejnych latach.
Później wszedł w skład rady powierniczej klubu juniorskiego Akademija Michajłowa.

## Sukcesy

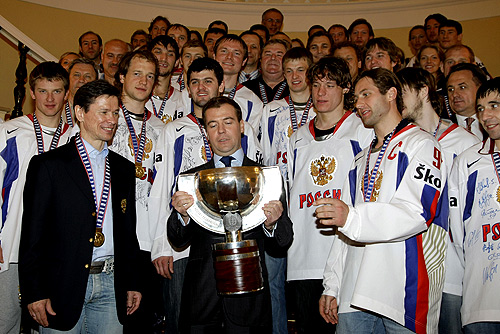
Wiaczesław Bykow wraz z reprezentacją u prezydenta Miedwiediewa

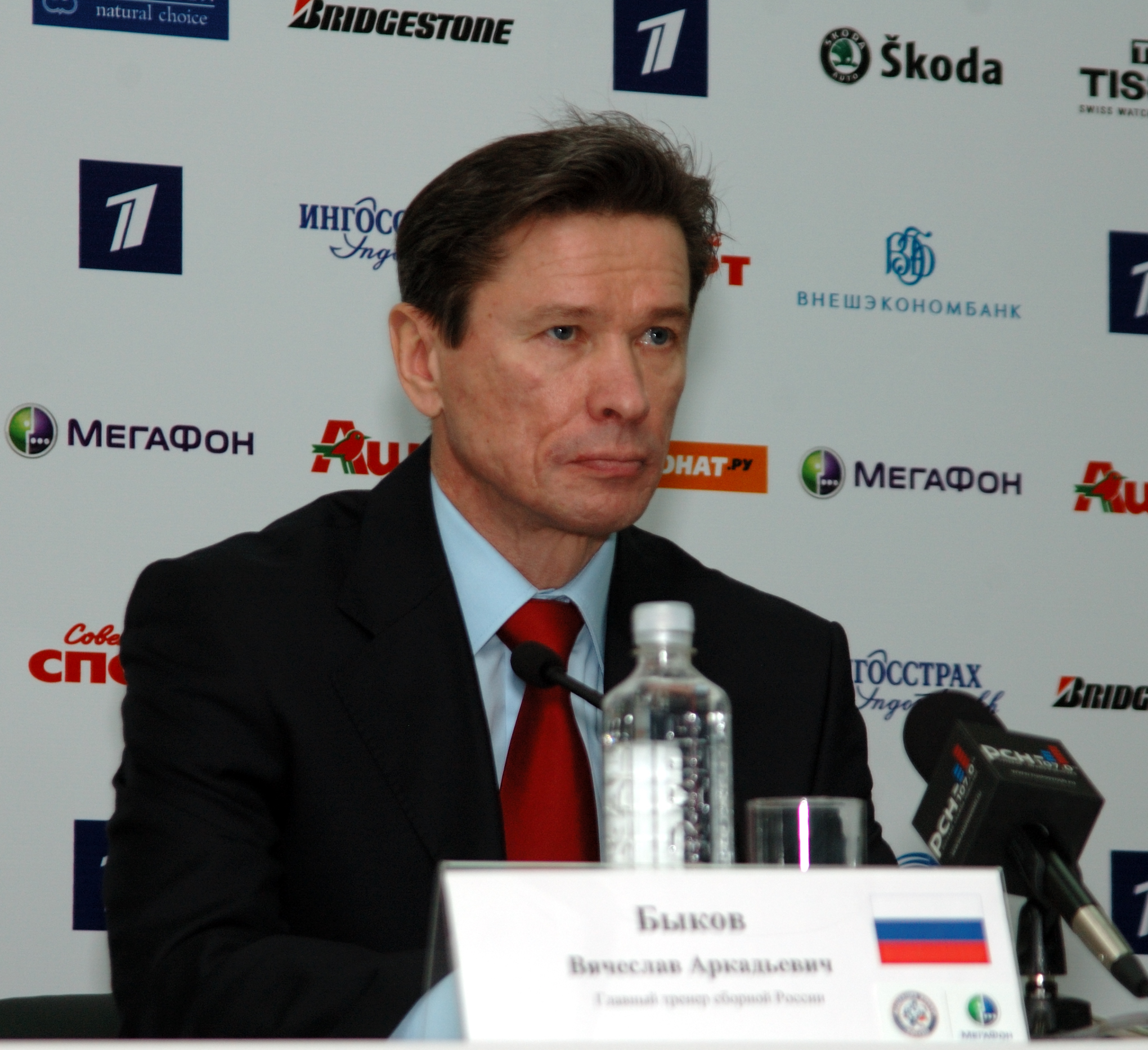
Wiaczesław Bykow podczas konferencji prasowej (2010)

Reprezentacyjne
- Srebrny medal Canada Cup: 1987 z ZSRR
- Złoty medal mistrzostw świata: 1983, 1986, 1989, 1990 z ZSRR oraz 1993 z Rosją
- Srebrny medal mistrzostw świata: 1987
- Brązowy medal mistrzostw świata: 1985, 1991
- Złoty medal Zimowych igrzysk olimpijskich: 1988 z ZSRR, 1992 z WNP

Klubowe
- Złoty medal mistrzostw ZSRR: 1983, 1984, 1985, 1986, 1987, 1988, 1989 z CSKA
- Srebrny medal mistrzostw ZSRR: 1990 z CSKA
- Puchar ZSRR: 1988 z CSKA
- Puchar Europy: 1983, 1984, 1985, 1986, 1987, 1988, 1989, 1990 z CSKA
- Srebrny medal mistrzostw Szwajcarii: 1983, 1992, 1993, 1994 z Fribourg-Gottéron

Indywidualne
- Liga radziecka 1987/1988:
  - Nagroda Najlepsza Trójka dla tercetu najskuteczniejszych strzelców ligi (oraz Andriej Chomutow i Walerij Kamienski) – łącznie 72 gole
- Mistrzostwa Świata w Hokeju na Lodzie 1989:
  - Skład gwiazd turnieju
- Liga radziecka 1989/1990j:
  - Nagroda Najlepsza Trójka dla tercetu najskuteczniejszych strzelców ligi (oraz Andriej Chomutow i Walerij Kamienski) – łącznie 61 goli
- National League A 1990/1991:
  - Pierwsze miejsce w klasyfikacji asystentów: 48 asyst
  - Pierwsze miejsce w klasyfikacji kanadyjskiej
  - Skład gwiazd
- National League A 1991/1992:
  - Pierwsze miejsce w klasyfikacji strzelców
  - Pierwsze miejsce w klasyfikacji asystentów: 48 asyst
  - Pierwsze miejsce w klasyfikacji kanadyjskiej
- Hokej na lodzie na Zimowych Igrzyskach Olimpijskich 1992:
  - Skład gwiazd turnieju
- National League A 1992/1993:
  - Pierwsze miejsce w klasyfikacji asystentów: 51 asyst
  - Pierwsze miejsce w klasyfikacji kanadyjskiej
  - Pierwsze miejsce w klasyfikacji strzelców w fazie play-off: 10 goli
  - Pierwsze miejsce w klasyfikacji kanadyjskiej w fazie play-off
  - Skład gwiazd
- National League A 1993/1994:
  - Pierwsze miejsce w klasyfikacji asystentów: 43 asysty
  - Pierwsze miejsce w klasyfikacji strzelców w fazie play-off: 11 goli
  - Pierwsze miejsce w klasyfikacji kanadyjskiej w fazie play-off
  - Skład gwiazd
- Puchar Spenglera 1993
  - Skład gwiazd turnieju
- National League A 1994/1995:
  - Pierwsze miejsce w klasyfikacji asystentów: 51 asyst

Trenerskie reprezentacyjne
- Brązowy medal mistrzostw świata: 2007
- Złoty medal mistrzostw świata: 2008, 2009
- Srebrny medal mistrzostw świata: 2010

Trenerskie klubowe
- Brązowy medal mistrzostw Rosji: 2010 z Saławatem
- Puchar Kontynentu: 2010 z Saławatem
- Puchar Otwarcia: 2011 z Saławatem
- Złoty medal mistrzostw Rosji: 2011 z Saławatem, 2015 z SKA
- Puchar Gagarina – mistrzostwo KHL: 2011 z Saławatem, 2015 z SKA

## Wyróżnienia
- Numer 90, z którym grał w barwach Fribourg-Gottéron, został zastrzeżony dla zawodników drużyny[26].
- Galeria Sław Rosyjskiego Hokeja na lodzie: 2004[27].
- Rosyjska Galeria Hokejowej Sławy: 2014.
- Galeria Sławy IIHF: 2014[28].
- Nagroda dla Najlepszego Trenera Sezonu KHL im Wiktora Tichonowa: 2015[29].

## Odznaczenia
- Zasłużony Mistrz Sportu ZSRR w hokeju na lodzie (1983)
- Order „Znak Honoru” (1988)
- Order „Za zasługi dla Ojczyzny” IV klasy (30 czerwca 2009) – za duży wkład w zwycięstwo narodowej reprezentacji Rosji w hokeju na lodzie podczas mistrzostw świata w latach 2008 i 2009[30].

## Życie prywatne
Syn Arkadija i Galiny. Ojciec był krawcem (nie żyje), a matka przedszkolanką (mieszka w Czalabińsku). Ma siostrę Alonę Bielozerową. W 1982 ożenił się Nadieżdą, z którą ma dwoje dzieci: Mariję (ur. 1983) pracującą w Szwajarcii i Andreia (ur. 1988), który także został hokeistą, rozwijał karierę we Fribourg-Gottéron i został reprezentantem Szwajcarii.

## Statystyki

### Klubowe
| 1979/1980 | Traktor Czelabińsk | ZSRR | 3   | 2   | 0   | 2   | 0   | —  | —  | —  | —   | —  |
| 1980/1981 | Traktor Czelabińsk | ZSRR | 48  | 26  | 16  | 42  | 4   | —  | —  | —  | —   | —  |
| 1981/1982 | Traktor Czelabińsk | ZSRR | 44  | 20  | 16  | 36  | 14  | —  | —  | —  | —   | —  |
| 1982/1983 | CSKA Moskwa        | ZSRR | 44  | 22  | 22  | 44  | 10  | —  | —  | —  | —   | —  |
| 1983/1984 | CSKA Moskwa        | ZSRR | 44  | 22  | 11  | 33  | 12  | —  | —  | —  | —   | —  |
| 1984/1985 | CSKA Moskwa        | ZSRR | 36  | 21  | 14  | 35  | 4   | —  | —  | —  | —   | —  |
| 1985/1986 | CSKA Moskwa        | ZSRR | 36  | 10  | 10  | 20  | 6   | —  | —  | —  | —   | —  |
| 1986/1987 | CSKA Moskwa        | ZSRR | 40  | 18  | 15  | 33  | 10  | —  | —  | —  | —   | —  |
| 1987/1988 | CSKA Moskwa        | ZSRR | 47  | 17  | 30  | 47  | 26  | —  | —  | —  | —   | —  |
| 1988/1989 | CSKA Moskwa        | ZSRR | 40  | 16  | 20  | 36  | 10  | —  | —  | —  | —   | —  |
| 1989/1990 | CSKA Moskwa        | ZSRR | 48  | 21  | 16  | 37  | 16  | —  | —  | —  | —   | —  |
| 1990/1991 | Fribourg-Gottéron  | NLA  | 36  | 35  | 49  | 84  | 18  | 8  | 7  | 16 | 23  | 10 |
| 1991/1992 | Fribourg-Gottéron  | NLA  | 34  | 39  | 48  | 87  | 24  | 14 | 4  | 16 | 20  | 10 |
| 1992/1993 | Fribourg-Gottéron  | NLA  | 35  | 25  | 51  | 76  | 14  | 9  | 10 | 12 | 22  | 4  |
| 1993/1994 | Fribourg-Gottéron  | NLA  | 36  | 30  | 43  | 73  | 2   | 11 | 11 | 21 | 32  | 2  |
| 1994/1995 | Fribourg-Gottéron  | NLA  | 30  | 24  | 51  | 75  | 35  | 8  | 6  | 4  | 10  | 4  |
| 1995/1996 | Fribourg-Gottéron  | NLA  | 28  | 10  | 25  | 35  | 8   | 4  | 2  | 1  | 3   | 0  |
| 1996/1997 | Fribourg-Gottéron  | NLA  | 46  | 23  | 45  | 68  | 16  | 3  | 0  | 3  | 3   | 2  |
| 1997/1998 | Fribourg-Gottéron  | NLA  | 18  | 14  | 18  | 32  | 4   | 12 | 2  | 6  | 8   | 6  |
| 1998/1999 | Lausanne HC        | NLB  | 24  | 19  | 21  | 40  | 40  | 3  | 2  | 4  | 6   | 2  |
| 1999/2000 | Lausanne HC        | NLB  | 6   | 2   | 9   | 11  | 2   | —  | —  | —  | —   | —  |
| ZSRR      | ZSRR               | ZSRR | 430 | 195 | 170 | 365 | 112 | —  | —  | —  | —   | —  |
| NLA       | NLA                | NLA  | 263 | 200 | 330 | 530 | 121 | 69 | 42 | 79 | 121 | 38 |
| NLB       | NLB                | NLB  | 30  | 21  | 30  | 51  | 42  | 3  | 2  | 4  | 6   | 2  |

GP = mecze, G = gole, A = asysty, Pkt = Punktacja kanadyjska, MIN = minuty spędzone na ławce kar

### Międzynarodowe
| Rok              | Drużyna          | Turniej          | Zajęte miejsce |     | M  | G  | A  | Pkt | MIN |
| ---------------- | ---------------- | ---------------- | -------------- | --- | -- | -- | -- | --- | --- |
| 1983             | ZSRR             | MŚ 1983          | 1. miejsce     | 10  | 3  | 2  | 5  | 0   |     |
| 1985             | ZSRR             | MŚ 1985          | 3. miejsce     | 10  | 6  | 3  | 9  | 2   |     |
| 1986             | ZSRR             | MŚ 1986          | 1. miejsce     | 10  | 6  | 6  | 12 | 2   |     |
| 1987             | ZSRR             | MŚ 1987          | 2. miejsce     | 10  | 5  | 6  | 11 | 0   |     |
| 1987             | ZSRR             | CC 1987          | 2. miejsce     | 9   | 2  | 7  | 9  | 4   |     |
| 1988             | ZSRR             | ZIO 1988         | 1. miejsce     | 7   | 2  | 3  | 5  | 2   |     |
| 1989             | ZSRR             | MŚ 1989          | 1. miejsce     | 10  | 6  | 6  | 12 | 2   |     |
| 1990             | ZSRR             | MŚ 1990          | 1. miejsce     | 10  | 3  | 1  | 4  | 4   |     |
| 1991             | ZSRR             | MŚ 1991          | 3. miejsce     | 10  | 4  | 4  | 8  | 0   |     |
| 1992             | WNP              | ZIO 1992         | 1. miejsce     | 8   | 4  | 7  | 11 | 0   |     |
| 1993             | Rosja            | MŚ 1993          | 1. miejsce     | 8   | 4  | 3  | 7  | 6   |     |
| 1995             | Rosja            | MŚ 1995          | 5. miejsce     | 6   | 2  | 2  | 4  | 4   |     |
| Mecze seniorskie | Mecze seniorskie | Mecze seniorskie |                | 108 | 47 | 50 | 97 | 26  |     |

GP = mecze, G = gole, A = asysty, Pkt = Punktacja kanadyjska, MIN = minuty spędzone na ławce kar